# Балликонг
Балликонг (англ. Ballycong; ирл. Béal Átha Conga) — деревня в Ирландии, находится в графстве Мейо (провинция Коннахт) между Бычьими горами и рекой Мой.